# 常年候選人
常年候選人（英語：perennial candidate），又稱多年生候選人，政治詞彙，意指一些經常競逐民選公職，但勝算頗微（甚至近乎零）的候選人。正因如此，常年候選人亦有「陪跑」、「陪襯」和「輸家」的意思。
一般來說，常年候選人這標籤不適用多次成功連任公職的現任政治人物。

## 性質
常年候選人的性質可以差別很大。
部分無黨籍候選人在某方面缺乏主要政黨的支持或其為其他政黨的成員（如美國的第三黨派）；其他可能的主流候選人可以持續贏得黨內提名，唯因選區設計為傑利蠑螈而使黨候選人永遠無法贏得大選（因此這類型往往稱為紙上候選人）；還有些人可能經常參與黨提名初選失敗。許多政治候選人，雖然並非所有候選人，其實充分了解他們根本無可能贏得選舉（尤其在單一選區）。
某些常年候選人選擇競選的原因只不過是希望出現在選票名單上，諷刺其他主流候選人，或以參選之舉吸引公眾關注某些社會議題、幫助同黨黨員在其他選舉中的競選工程、甚至在大選後當造王者並左右政局。

## 影響

### 正面
有學者認為常年候選人的存在至少容許某些被社會邊緣化的人士團結起來和利用選票來發聲。
有學者認為某些常年候選人對大選可以發揮一定程度的影響。歷史學家David Pietrusza認為哈羅德·史塔生在1952年美國總統選舉競逐共和黨候選人提名最後對艾森豪的選情有利，而艾森豪最後亦當選總統。近年則有人認為拉爾夫·納德在2000年參選總統對當年民主黨候選人阿爾·戈爾的選情不利，甚至導致喬治·獲加·布殊勝選。中華民國政客宋楚瑜亦同樣被某些人認為其在2000年參選總統分化了連戰之藍營選票，最後導致民進黨候選人陳水扁稍微勝出。
某些評論更認為某些常年候選人對大選後的政治格局都有一定影響。諾曼·湯瑪斯曾六次競逐美國總統之位。雖然他每次選舉均敗北告終，但他提倡的某些政策，例如失業保險和最低工資，最後都被主流政客接納，並且成為美國國策。

### 負面
普林斯頓大學總統歷史學學家朱利安‧齊理澤（Julian Zelizer）認為儘管偶有例外，常年候選人通常誇大了自己對大選結果和大選後的政治格局的影響。
有評論更認為今時今日，一個政客敗選一次已經對其政治生涯做成嚴重影響。根據政治新聞網站FiveThirtyEight統計，美國自1998年起有121人在敗選一次後參選總統、州長或參議員職位。其中只有33個候選人在第二次參選後勝出，而敗北兩次但在第三次參選後勝出的更只有一位。有人認為一個候選人競選失敗後難以再次得到選民的信任，而選民會認為常年候選人不是為公眾服務，而是為了一己私慾才會競選。某些常年候選人的競選活動更會被選民視為是絕望之舉。
有評論更認為某些常年候選人參選的原因是為了拿取補助選舉經費的款項。
某些常年候選人（例如美國的林登·拉羅奇）則因為經常發表陰謀論或者極端言論並被媒體標籤為極端主義者。有評論認為某些發表極端言論的常年候選人（例如俄羅斯的日里諾夫斯基）其實是得到該國政府支持而長年參選，目的是讓官方候選人顯得理性。

## 世界各國著名的常年候選人
†代表已歿

### 中華民國
- 宋楚瑜－1994年以中國國民黨籍當選首屆及唯一一屆台灣省省長後，就再也沒在選舉中獲勝過或是參與公職，包括四次中華民國總統選舉與一次副總統選舉，以及一次台北市市長選舉。[5]
- 黃宏成台灣阿成世界偉人財神總統 - 自2014年起陸續參選嘉義縣縣長、嘉義縣選舉區立法委員、嘉義市市長、嘉義市選舉區立法委員等公職，惟目前未有當選之紀錄。
- 趙衍慶 - 2009年起以無黨籍身分參選立法委員及臺北市市長等公職。
- 柯賜海†
- 唐明超[11]
- 林景元†[11] - 前高雄縣議會議員，1975年後參選各種公職二十餘次皆未當選。
- 方景鈞[11] - 自1975年起陸續參選多屆立法委員、臺北市議會議員及第四屆國民大會代表選舉[12]，皆未當選。
- 李景雯†[11]
- 陳源奇 - 1980年起參選各種公職三十餘次，僅2005年以中國民眾黨籍當選任務型國民大會代表。
- 蔡媽福
- 柳淑芳
- 翁重鈞 - 前嘉義縣立法委員，三次參選嘉義縣長落敗。
- 游良福
- 蕭赫麟
- 劉櫂豪 - 臺東縣立法委員，六次參選臺東縣長落敗。
- 許能通 - 前嘉義縣溪口鄉鄉民代表，三度參選民雄鄉鄉長，以及嘉義縣議員、臺灣省議員、立法委員、國大代表皆落敗。[13]
- 謝龍介- 前台南市議員，三次參選台南市立法委員及一次參選台南市市長均落敗，現任不分區立法委員。
- 林義豐 兩次參選台南市市長、一次參選臺南市第五選舉區立法委員等公職，惟目前未有當選之紀錄。
- 許忠信
- 吳炳輝
- 陳永和

### 香港
此處只列出最少參加過3次立法會選舉 或 區議會選舉落敗者︰
- 方國珊－2008年至2011年間出任西貢區議會委任議員，於2012年起成功轉任為該議會直選議員；惟自2012年立法會選舉起，連續四度以參選名單首名候選人身份參選新界東選區連同其補選，歷次亦均告落敗；直至2021年立法會選舉不參選並改為推舉同屬專業動力的林素蔚參選改制後的新界東南選區並成功當選。
- 龐愛蘭－自2004年立法會選舉起，先參選衛生服務界再兩度參選新界東選區，歷次亦均告落敗。2021年，相隔17年後「東山再起」參選改制後的醫療衛生界再度落敗。
- 陸宏廣－香港工程師學會前會長，自1998年立法會選舉起，共五度參選工程界功能界別（2008年立法會選舉則未有參選）且均告落敗。
- 陳國強－自2010年立法會補選（五區總辭）起曾三度參選立法會選舉以及區議會補選，先後均告落敗；直到2015年區議會選舉參選沙田錦濤選區時方獲當選。其後陳在2016年立法會選舉以及2018年3月立法會補選中，先後兩度因曾經主張香港獨立，被選舉主任認為不擁護《基本法》而遭取消參選資格。
- 莊榮輝－民主黨成員，自2003年區議會選舉起，連續五屆參選中西區區議會及西貢區議會不同選區且均告落敗，亦因此獲得「黑仔王」之綽號。
- 梁嘉銘－民建聯成員，曾於2007年區議會選舉起，連續三屆參選葵青興芳選區均告落敗；直到2019年區議會選舉，轉至連續多屆均由其父梁偉文當選當區區議員的盛康選區參選時靠裙帶關係勉強當選。
- 符偉樂－分別為民主黨、社會民主連線及人民力量前成員，曾於1991年至1999年間出任深水埗區議會議員，自1999年區議會選舉競逐連任失敗起，共連續六屆參選區議會選舉且落選。
- 黃才立－民建聯成員，自2007年區議會選舉起，連續四屆參選南區區議會不同選區且均告落敗。
- 余仲良－民建聯成員，曾於2007年區議會選舉起至2015年區議會選舉期間，連續三屆參選元朗鳳翔選區均告落敗。
- 王加良－五金店東主，自2003年區議會選舉起，連續五屆參選屯門兆置選區且落選。
- 黃成智－民主黨前成員，曾任北區區議會議員及立法會議員；自2012年立法會選舉競逐連任失敗，其後遭民主黨開除黨籍並轉投至中間派陣營後，曾五度參選區議會選舉及以參選名單首名候選人身份參選立法會選舉連同其補選，先後均告落敗。2021年以中間派無黨籍競選新界東北選區立法會議員，但遇上修憲令中間及民主派根本毫無勝算，加上大量選民不滿意政況而投廢票，因此只得5,789票落得第三名敗選。值得一提的是，自1994年區議會選舉起，黃曾先後四度在香港區議會選舉中參選北區彩園選區並與蘇西智對疊，且在得票數目上敗於蘇；但在這段期間，黃亦曾於北區區議會其他選區參選並當選。
- 馮檢基－民協前成員，曾任深水埗區議會議員及立法會議員；自2015年區議會選舉競逐連任失敗，導致在2016年立法會選舉中須轉至新界西選區競逐連任且同樣失敗後，其後參選2018年11月立法會九龍西選區補選、2019年區議會選舉及2021年立法會選舉九龍西選區均告落敗。

### 冰島
- 阿斯索爾·馬格努森（英语：Ástþór Magnússon）-從1996年至2016年競逐冰島總統之位六次。[14]

### 伊朗
- 馬哈茂德·艾哈邁迪內賈德-第6任伊朗總統，卸任後在2017年和2021年嘗試再次競逐總統，但兩次均被憲法監護委員會取消參選資格。[15]
- 穆赫辛·雷扎伊─確定國家利益委員會秘書長，從2005年總統選舉開始在每屆選舉中競選總統，但每次均告落敗。[16]

### 日本
- 赤尾敏†─政治人物
- 後藤輝樹─政治人物
- 又吉耶穌†─政治人物、宗教人士。
- 中松義郎─發明家。

另外日本參議院之中的東京都選舉區、大阪府選舉區等複數選區和其他地方選區，因為其當選人數多，大多會有這種情形。

### 大韓民國（南韓）
- 許京寧─曾於1997年和2007年參選南韓總統，並且計畫在2022年再次參選總統。[17]

### 新加坡
- 黃文優─教師、房地產業者。[18]
- 曾國原†─商人、針灸師、前工人黨黨員，曾於2006年、2011年、2012年補選和2015年大選參選國會議員，但每次都敗選。[19]

### 美國
- 亨利·克萊†─輝格黨政治人物。1825至1829年任國務卿，五次競選總統失利。
- 尤金·麥卡錫†─政治人物。1949年至1959年任聯邦眾議員，1959年至1971年任聯邦參議員，五次競選總統失利。
- 林登·拉羅奇†─陰謀論家，從1976年至2004年參選總統，但每次皆敗選。[9]
- 格斯·霍爾†─勞工運動人士、共产党的领袖及总书记，曾四度成為总统候选人
- 哈羅德·史塔生（英语：Harold Stassen）†─第25任明尼蘇達州州長，曾參選美國總統9至10次[3]
- 傑克·費里爾─工程師、禁酒黨人士。
- 尤金·V·德布斯†─工会领袖，社會主義者，国际工人联合会与世界产业工人（IWW）的创建者之一。
- 沃克文·施平─行為藝術家和活動家。
- 阿爾·夏普頓─非裔美國人浸信會牧師，民權運動、社會正義運動家，電台及電視節目主持人。
- 拉爾夫·納德─律师、作家，環境保護運動人士[20]

## 曾被標籤為常年候選人的政治人物
†代表已歿

### 加拿大
- 彼得·貝文-貝克（英语：Peter Bevan-Baker）-愛德華王子島省綠黨黨魁，曾九度參與愛省議會選舉並且落敗[21]，到2015年才贏得席位並成為愛省綠黨的第一個省議會議員。[22]
- 積·林頓†-曾任新民主黨黨魁，在1991年多倫多市議會選舉競選市長，並於1993年聯邦大選和1997年聯邦大選競選聯邦議員，但每次均告失敗。他隨後在2004年聯邦大選以新民主黨黨魁的身分贏得多倫多一個國會席位，並且在2008年和2011年聯邦大選中成功連任。他直到去世時依然是國會議員。[21]

### 英國
- 奈杰尔·法拉奇─脫歐派政治人物，1999至2020年間為歐洲議會議員。1994至2015年間曾代表英國獨立黨七度參選下議院（包含兩次補選），但每次都落選，後於2018年創立英國脫歐黨（正式脫歐後改名英國改革黨）並擔任該黨黨魁。2024年代表改革黨參選，成功取得議席。[23]

### 大韓民國（南韓）
- 金大中†-第六共和國時代第三任總統，曾於1971年、1987年和1992年參選總統並每次敗選，但於1997年當選總統。[24]